# Trejak
Trejak (cyr. Трејак) – wieś w Serbii, w okręgu pczyńskim, w gminie Bujanovac. W 2002 roku liczyła 255 mieszkańców.